# Neil Adger
William Neil Adger (Ballymena, Irlanda del Norte, 1964) es un economista, ambientalista y geógrafo británico.

## Biografía
Neil Adger se educó en la Universidad de Edimburgo donde se licenció en Economía, en el Wye College, en la Universidad de Londres donde obtuvo el máster en Economía Agraria y en la Universidad de East Anglia donde se doctoró en 1998 en Ciencias Ambientales.  Es catedrático de Geografía Humana en la Universidad de Exeter.
Sus trabajos de investigación se han concentrado en uno de los principales efectos sociales del cambio climático: las migraciones humanas. Gran parte del trabajo de Adger incluye la toma de datos sobre el terreno, con la realización de encuestas y entrevistas a población local en países como Vietnam y Bangladés. Sus conclusiones muestran que el grado de vulnerabilidad de una población al cambio climático depende muy directamente de medidas sociales y políticas, no únicamente del clima en sí. Es uno de los autores principales en los trabajos del Grupo Intergubernamental de Expertos sobre el Cambio Climático. Con nueve libros y más de 180 artículos científicos en publicaciones de alto impacto, ha sido galardonado con el Premio Philip Leverhulme en 2001 y en 2020 con el Premio Fundación BBVA Fronteras del Conocimiento en Cambio Climático, junto a Ian Burton y Karen O’Brien «por cambiar el paradigma de la actuación frente al cambio climático, previamente limitada a la mitigación de emisiones de gases de efecto invernadero, al incorporar el concepto de adaptación a los impactos inevitables».